# Padas
Le fleuve Padas (en malais : Sungai Padas) est un cours d'eau de l'État de Sabah, en Malaisie. 

## Géographie
Il prend sa source au sud-ouest de Sabah et se jette dans la mer de Chine méridionale. Son cours fait 120 km de longueur[réf. nécessaire].

### Bassin versant
Situé sur l'île de Bornéo, c'est le deuxième fleuve de Sabah avec un bassin versant d'une superficie de 8 774 km2[réf. nécessaire] soit 23 % de la surface de l’État. Il draine la partie occidentale de l’État.

## Affluents
Ses affluents de la rive gauche sont les rivières Pegalan (qui est lui-même alimenté par le Sook), Pangi, Ketanum , Meligan et ceux de sa rive droite sont les rivières Sunghi, Tomani et Pa Nagas. 

## Aménagements et écologie
Deux agglomérations sont situées sur son cours : Tenom et Beaufort. Le tronçon du fleuve entre ces deux villes est situé dans une gorge  dans laquelle se pratique des activités sportives de rafting et de kayak.      